# Taylor Wimpey
Taylor Wimpey plc er en britisk boligbyggevirksomhed med hovedkvarter i High Wycombe, Buckinghamshire. Virksomheden blev etableret i 2007 ved en fusion mellem Taylor Woodrow og George Wimpey. Selskabet er børsnoteret på London Stock Exchange.